# Federklemme

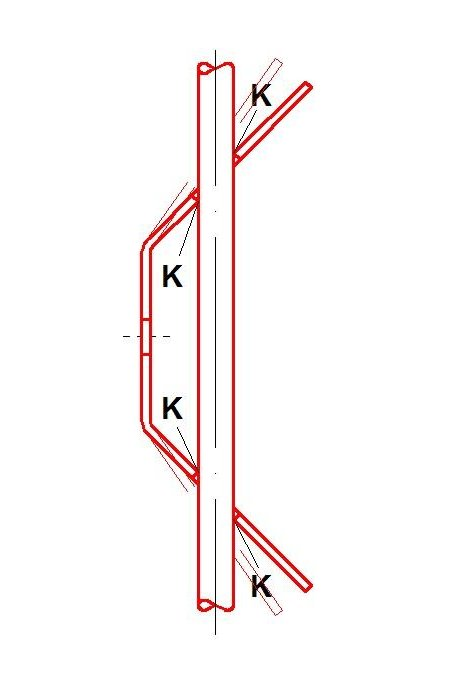
Das Bild zeigt, wie ein Stab an vier Punkten eingeklemmt ist

Eine Federklemme dient der Verbindung mehrerer Bauteile miteinander. Dabei wird die Kraft einer Feder genutzt, um die Elemente durch Selbsthemmung zu fixieren. Die Federklemmverbindung gehört damit – wie die Schraube und der Keil – zu den kraftschlüssigen Verbindungen im Maschinenbau. In der Regel ist es erwünscht, dass sich scharfe Kanten der Feder unter Belastung an den Klemmstellen eingraben.
Das Konstruktionsprinzip setzt eine dauerhafte Federeigenschaft voraus. Bei manchen Materialien lässt die Spannkraft mit der Zeit nach. Federklemmverbindungen ermöglichen kurze Montagezeiten und sind daher im Bauwesen verbreitet.

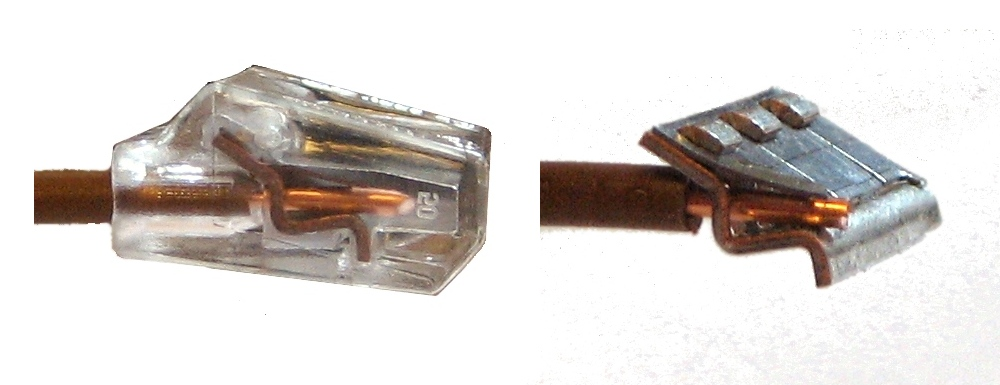
Verbindungsklemme, rechts geöffnet

Seit die Bedenken hinsichtlich einer mechanisch dauerhaften und elektrisch sicheren elektrischen Kontaktgebung ausgeräumt worden sind, hat diese Methode in vielen Varianten Einzug als Klemme in die Elektroinstallation gehalten. Häufig wird hier eine Federkraftklemme verwendet.